# Eggert Ólafsson
Eggert Ólafsson (1726-1768), nascido na Islândia, foi um explorador, escritor e conservador da língua islandesa.
Eggert era o filho de um fazendeiro de Svefneyjar em Breiðafjörður. Ele estudou ciências naturais na Universidade de Copenhaga, além de ter estudado Gramática, Direito, Agricultura e Estudos Clássicos.
Ele escrevia muito sobre muitas coisas, embora publicasse apenas alguns de seus escritos. Escreveu também uma ortografia padronizada para o islandês, que é, entretanto, muito diferente daquela usada atualmente. Ele é considerado o maior conservador da língua islandesa do século XVIII.
Eggert é conhecido principalmente pela viagem que fez para uma pesquisa sobre a Islândia, junto a Bjarni Pálsson, que mais tarde se tornaria Diretor de Saúde da Islândia. Com os dados obtidos nessa viagem, fizeram muitas sugestões para o desenvolvimento do país.
Eggert e sua mulher, Ingibjörg Halldórsdóttir, morreram afogados em 1768 quando voltavam para casa de férias de inverno em Sauðlauksdalur. Matthías Jochumsson escreveu um poema comemorativo chamado Eggert Ólafsson em sua homenagem.